# Oppervlakte-integraal

Opsplitsing van het oppervlak waarover wordt geïntegreerd in kleine oppervlakte-elementen

In de analyse, een deelgebied van de wiskunde, is een oppervlakte-integraal een integraal over een mogelijk gekromd oppervlak in de driedimensionale ruimte. Een oppervlakte-integraal wordt op dezelfde manier berekend als een gewone integraal. Het is het resultaat in een bepaald limietproces van de som van de bijdragen van kleine oppervlakte-elementen waarin het oppervlak is opgedeeld. Er is een verschil tussen oppervlakte-integralen van een scalair veld en van een vectorveld. 
Voor een scalair veld {\displaystyle f} in twee dimensies is de bijdrage in het punt {\displaystyle (x,y)} het product van {\displaystyle f(x,y)} en de oppervlakte van de gekozen {\displaystyle \mathrm {d} A} om {\displaystyle (x,y)}. De integraal over een oppervlak {\displaystyle S} wordt genoteerd als:
{\displaystyle \iint \limits _{S}f\ \mathrm {d} A}
Voor het berekenen van de flux van een vectorveld {\displaystyle \mathbf {f} } door een oppervlak {\displaystyle S} is de bijdrage van een oppervlakte-elementje {\displaystyle \mathrm {d} \mathbf {A} } in {\displaystyle S} gelijk aan het inwendige product van {\displaystyle \mathbf {f} (x,y)} en de normaalvector van {\displaystyle \mathrm {d} \mathbf {A} }. De integraal wordt genoteerd als:
{\displaystyle \iint \limits _{S}\mathbf {f} \cdot \mathrm {d} \mathbf {A} }
Oppervlakte-integralen en fluxen vinden toepassing in de natuurkunde, in het bijzonder in de theorie van het elektromagnetisme.